# ادوارد اسکیلتون
ادوارد اسکیلتون (انگلیسی: Edward Skilton; ۲۶ سپتامبر ۱۸۶۳ – ۲۱ ژوئن ۱۹۱۷) ورزشکار ورزش تیراندازی اهل پادشاهی متحد بریتانیای کبیر و ایرلند بود.
وی در مسابقات کشوری و بین‌المللی در مجموع برندهٔ ۱ مدال نقره شده‌است.